# Sjørup Sø
Sjørup Sø är en sjö i Danmark. Den ligger i Region Nordjylland, i den norra delen av landet. Sjørup Sø ligger 19 meter över havet. Arean är 0,32 kvadratkilometer. Den högsta punkten i närheten är 43 meter över havet, 1,0 km sydväst om Sjørup Sø. Trakten runt Sjørup Sø består till största delen av jordbruksmark. Den sträcker sig 1,0 kilometer i nord-sydlig riktning, och 0,8 kilometer i öst-västlig riktning. Utloppet är Herredsbæk.